# 义昌公主
义昌公主（?—?），唐朝公主，是中国唐朝第十六代皇帝唐穆宗李恒的八女之一。
会昌三年（843年），远嫁回鹘的太和公主回到长安，唐武宗命令公主们去迎接，义昌公主、宣城公主等人都不从命。二月二十七，唐武宗下令罚她们一百匹绢。后来出家为女道士，在唐懿宗咸通年间去世。 